# 李佐玉
李佐玉（1912年—1992年8月4日）江西省兴国县人，中国人民解放军开国少将。

## 生平
1928年参加赣西南农民暴动。1932年参加中国工农红军，由中国共产主义青年团团员转为中国共产党党员。历任特派员、团政委、师政委、山西军区副政委。1955年被授予少将军衔。第一次国共内战时期，参加了中央苏区第四、五次反“围剿”斗争以及二万五千里长征；抗日战争、第二次国共内战期间，率部在内蒙古大青山一带战斗；中华人民共和国成立后，为民兵、预备役工作的发展作出贡献。
1992年8月4日，李佐玉在太原病逝，享年80岁。